# Mioma
Los miomas uterinos, también llamados leiomiomas, fibromas, fibromiomas, leiomiofibromas y fibroleiomiomas, son tumores uterinos benignos que afectan al músculo liso del miometrio. La pared uterina, desde la parte más externa a la más interna se compone de: serosa uterina, miometrio y endometrio. Todos los miomas se encuentran en el miometrio, pero según su localización, pueden tomar diferentes denominaciones. Los miomas que se encuentra muy pegados a la serosa se llaman miomas subserosos. Los miomas localizados por debajo de la mucosa endometrial o incluso desplazándola, se llama miomas submucosos. Los miomas situados propiamente dentro de la pared miometrial se llaman miomas intramurales.
La edad y la raza son factores de riesgo en el desarrollo de estos. La menarquia temprana, la nuliparidad, el consumo de cafeína y alcohol, la obesidad y la presión arterial alta aumentan el riesgo, mientras que fumar, posiblemente implicado en la alteración relativa del metabolismo de los estrógenos, ha demostrado disminuir el riesgo de desarrollar fibromas.

## Clasificación
Según el tipo de tejido muscular que predomine (aunque en la práctica suelen usarse de forma intercambiable, como si fueran sinónimos):
- Leiomioma es un tumor benigno del tejido muscular liso.
- Leiomiofibroma  es un leiomioma con gran participación fibrosa.
- Rabdomioma (o mioma estriado) es un tumor benigno del tejido muscular estriado. Es raro. La forma infantil deriva del músculo cardíaco y tiene un carácter hamartomatoso. La forma del adulto deriva del músculo esquelético, se localiza de forma casi exclusiva en la región de la cabeza y el cuello.

Según su localización se distingue:
- Mioma uterino cuando se presenta en el útero.